# Лампертсвальде
Лампертсвальде (нім. Lampertswalde) — громада в Німеччині, розташована в землі Саксонія. Входить до складу району Майсен. Складова частина об'єднання громад Шенфельд.
Площа — 63,52 км2. Населення становить 2520 ос. (станом на 31 грудня 2020).